# Garmarna
Garmarna  es una banda de folk rock originaria de Sundsvall, Suecia y fundada en 1990. Sus canciones son principalmente viejas baladas escandinavas, incluso medievales.

## Historia
Sus inicios se remontan a 1990, cuando tres adolescentes de Sundsvall, Västernorrland llamados Gotte Ringqvist, Stefan Brisland-Ferner y Rickard Westman, decidieron montar una banda tras quedar impresionados por la musicalización de un montaje de Hamlet. 
Dos años más tarde, habían conseguido cierta popularidad local y decidieron probar suerte en el festival de música folk de Umeå (donde volverían a partircipar nuevamente varios años después). Consiguieron llamar la atención de un reportero radiofónico que los invitó al festival de Hultsfred. 
Con motivo de su participación en este festival de música rock, se unió al grupo el batería Jens Höglin. En la noche de agosto de su actuación, consiguieron atraer no sólo la atención de la que sería más tarde su vocalista Emma Härdelin, sino también de Mats Hammerman, presidente de la discográfica Massproduktion, que les ofreció un contrato el mismo día. 
Su primer disco fue publicado a principios de 1993, y se tituló "Garmarna". Recibió buenas críticas, por lo que se realizó una gira por todo el país. A finales de ese mismo año se comenzó a trabajar en un nuevo disco, que sería publicado el 18 de abril de 1994 bajo el título "Vittrad". Dicho álbum supuso un nuevo éxito, lo que les permitió continuar con su gira por toda Suecia e, incluso, por Alemania.
Drew Miller (bajista estadounidense del grupo Boiled In Lean) se hace con una copia de dicho álbum durante el verano de 1994 y decide publicarlo en su país, así como en Canadá. Dicho disco (cuya versión en inglés fue "Crumbling Away") supuso el primer viaje de la banda a los Estados Unidos en marzo de 1995, para luego continuar con su gira por Finlandia, Alemania y Noruega.
El éxito de la banda es tal, que la productora Massproduktion proyecta la publicación del disco en Alemania, Austria, Suiza, los países del Benelux y algunos estados asiáticos. 
Tras su gira alemana, se publica "Guds Spelemän" a finales del mes de febrero de 1996. Recibió nuevamente unas críticas inmejorables, y más tarde recibiría el Premio Al Mejor Álbum de Música Folk. Su versión en inglés, "Fiddlers of God" se publicaría en varios países europeos, así como Taiwán, Corea del Sur y Japón.
Al año siguiente, la banda participó en el Melodifestivalen 1997 con un tema compuesto por Mats Wester y Py Bäckman. Su participación fue cuestionada, debido al carácter comercial de este festival nacional, pero la banda supo presentar su canción ("En gång ska han gråta") con su toque especial.
El año 1998 se caracterizó por la elaboración de un nuevo álbum que, tras su tour estival, se retrasaría hasta el 5 de marzo de 1999 bajo el nombre de "Vedergällningen".
En 2001 participaron en un álbum con versiones del legendario grupo punk-reggae Rasta Junden con el tema "Rastlös" y comenzaron a trabajar en su nuevo trabajo, "Hildegard von Bingen". Publicado a finales de abril, recibió nuevamente alabanzas por parte de críticos musicales suecos y del resto del continente.
Al año siguiente, realizaron una gira por toda Europa, Estados Unidos y Japón. En 2003, celebrando su décimo aniversario, comienzan a trabajar en un nuevo trabajo musical. Paralelamente, Emma, la solista del grupo, afianza su carrera en solitario con la publicación de varios trabajos con su propio grupo, más orientado al folk tradicional y con más presencia de su voz. Dicho grupo, cuyo primer disco vio la luz en el año 2002, se denomina Triakel.

## Miembros
- Stefan Brisland-Ferner - violín, zanfona, sampler - en Garmarna (2003): arpa de boca, viola
- Emma Härdelin - voz, violín
- Jens Höglin - batería, percusión - en Garmarna (2003): death growl
- Gotte Ringqvist - guitarra, violín, coros - en Garmarna (2003): guitarra lute, arpa de boca
- Rickard Westman - guitarra, bajo, e-bow - en Garmarna (2003): bouzouki, guitarra laúd

## Discografía

### Álbumes de estudio
- Garmarna (1993, EP)
- Vittrad (Withered) (1994)
- Guds spelemän (The fiddlers of God) (1996)
- Vedergällningen (Vengeance) (1999)
- Hildegard von Bingen (2001)
- Garmarna (2003, re-release of the 1993 EP with 6 bonus tracks) [NorthSide, Mineápolis, 2001]
- 6 (2016)
- Förbundet (2020)

### Sencillos
- "Herr Holger" (Sir Holger) (1996)
- "En gång ska han gråta" (Some time he will cry) (1997)
- "Euchari" (1999)
- "Gamen" (The Vulture) (1999)
- "Över gränsen" (2015) (over the border)

### Otros
- "Rastlös" (Rasta Hunden) en compilación We're Only in It for the Money (1999)
- Nordic Woman (2012)